# 極東国立交通大学
極東国立交通大学（英語: Far Eastern State Transport University）は、ロシア連邦 ハバロフスク セリシェヴァ通り47番に本部を置くロシア連邦の国立大学。1937年創立、1937年大学設置。

## 歴史
1937年、極東地域では2番目の工科系大学としてハバロフスク鉄道技術者大学(鉄道研究所)がソビエト連邦ハバロフスク市に設置された。その後、1945年にハバロフスク鉄道大学に名称を変え、シベリア鉄道などの極東地域の鉄道事業に従事する技術者を輩出してきた。1993年に極東鉄道アカデミーに名称を変更した。
1997年、人文・法律系の学部を設置し、鉄道中心の専科大学から、交通分野を中心にした総合大学へと発展。名称も現在の極東国立交通大学に改めた。

## 組織
設立者はロシア連邦政府である。
ハバロフスクのメインキャンパスのほかに、以下の国立高等職業教育機関を分校として持つ。
- 南ヤクート鉄道輸送学校 (サハ共和国 ネリュングリ)
- バイカル-アムール鉄道輸送学校 (アムール州ティンダ)
- アムール鉄道輸送学校 (アムール州スヴォボードヌイ)
- 沿海地方鉄道輸送学校 (沿海州ウスリースク)
- サハリン鉄道輸送学校 (サハリン州ユジノサハリンスク)

## 日本との関係
2011年6月21日、寒地土木研究所は極東国立交通大学と「研究交流及び協力に関する協定」を締結した。これにより、同じ積雪寒冷気候にあるハバロフスクと北海道の間で寒冷地の道路建設技術分野における研究交流及び協力が促進されることが期待されている。

## 主な出身者
- ユーリー・ステパノフ - 在新潟総領事
- ゲンナージー・ファーデーエフ（ロシア語版、英語版） - ロシア連邦初代鉄道大臣、ロシア鉄道初代社長[4]